# 長久手市
長久手市（日语：／ Nagakute shi */?）是位於日本愛知縣西北部的行政區劃，西與名古屋市相鄰，是名古屋周邊的通勤城鎮之一。轄區主要位於尾張丘陵內，地勢由西往東逐漸增高，境內的主要河川香流川也自東往西穿過轄內大部分區域。
該地是16世紀發生的小牧、長久手之戰主要戰場，2005年日本國際博覽會的三個主會場之一也位於此。

## 人口
本地人口自1970年代起即自約1萬人開始快速成長，平均約十年就可增加近1萬人；2008年5月時人口數首度突破5萬人達到升格為市的人口門檻，因此在2012年順利升格為施行市制。
在2010年的人口普查中，其全市平均年齡為37.7歲，更是全日本最低。
| 長久手市人口分布圖 |                                                 |  |
| 長久手市與日本全國年齡別人口分布比較圖 （2005年資料） | 長久手市的年齡、男女別人口分布圖 （2005年資料） |  |
| ■紫色是長久手市 ■綠色是全国 | ■藍色是男性 ■紅色是女性                         |  |
| 長久手市人口變化 \| 1970年 \| 11,317人 \| \| \| 1975年 \| 14,495人 \| \| \| 1980年 \| 18,610人 \| \| \| 1985年 \| 25,507人 \| \| \| 1990年 \| 33,714人 \| \| \| 1995年 \| 38,490人 \| \| \| 2000年 \| 43,306人 \| \| \| 2005年 \| 46,493人 \| \| \| 2010年 \| 52,022人 \| \| \| 2015年 \| 57,598人 \| \| \| 2020年 \| 60,162人 \| \| |                                                 |  |
| 資料來源：日本總務省統計中心提供之人口普查數據 |                                                 |  |
| 1970年 | 11,317人                                        |  |
| 1975年 | 14,495人                                        |  |
| 1980年 | 18,610人                                        |  |
| 1985年 | 25,507人                                        |  |
| 1990年 | 33,714人                                        |  |
| 1995年 | 38,490人                                        |  |
| 2000年 | 43,306人                                        |  |
| 2005年 | 46,493人                                        |  |
| 2010年 | 52,022人                                        |  |
| 2015年 | 57,598人                                        |  |
| 2020年 | 60,162人                                        |  |

## 歷史
過去在令制國時代最初屬於尾張國山田郡，在約15世紀時山田郡被廢除，因此此地改劃入愛知郡。
16世紀末，羽柴秀吉（後來的豐臣秀吉）與德川家康、織田信雄之間爆發大規模的會戰，由於長久手為主要的戰場之一，此系列的戰爭後來也被稱為「小牧、長久手之戰」。
17世紀進入江戶時代後，全域都成為尾張藩的領地，19世紀實施廢藩置縣後本地改隸屬名古屋縣，在1872年的第一次府縣整併後隸屬新整併而成的名古屋縣，而名古屋縣在四個月後更名為愛知縣。
1889年日本實施町村制，現在的長久手市在當時分屬岩作村、長湫村、上鄉村三個行政區劃，在1906年愛知縣的町村整併後，這三村被整併為長久手村；1970年代起長久手村的人口快數成長，1971年便升格改制為長久手町，2012年再升格改制為長久手市。

### 變遷表
| 1889年10月1日 | 1889年 - 1944年              | 1945年 - 1954年              | 1955年 - 1989年             | 1989年 - 現在               | 現在                        |
| ------------- | ---------------------------- | ---------------------------- | --------------------------- | --------------------------- | --------------------------- |
| 岩作村        | 1906年5月10日 合併為長久手村 | 1906年5月10日 合併為長久手村 | 1971年4月1日 改制為長久手町 | 2012年1月4日 改制為長久手市 | 2012年1月4日 改制為長久手市 |
| 長湫村        | 1906年5月10日 合併為長久手村 | 1906年5月10日 合併為長久手村 | 1971年4月1日 改制為長久手町 | 2012年1月4日 改制為長久手市 | 2012年1月4日 改制為長久手市 |
| 上鄉村        | 1906年5月10日 合併為長久手村 | 1906年5月10日 合併為長久手村 | 1971年4月1日 改制為長久手町 | 2012年1月4日 改制為長久手市 | 2012年1月4日 改制為長久手市 |

## 交通

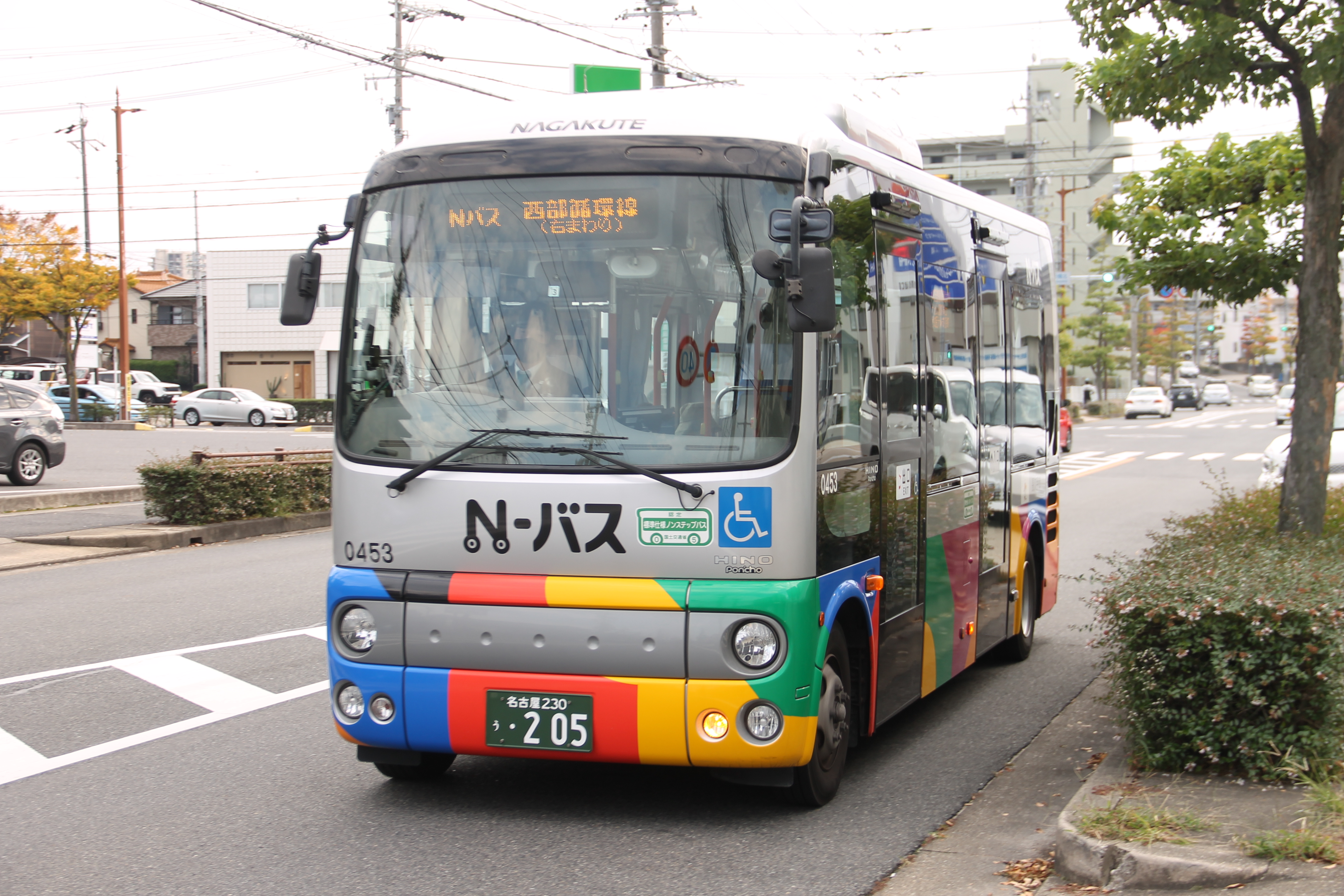
行駛於市區中的N-巴士

以東西向貫穿長久手市的愛知高速交通東部丘陵線為配合2005年愛知萬國博覽會所規劃興建的磁浮路線，目前為日本唯一商業營運中的磁浮路線；利用使條路線往西可至名古屋市名東區的藤丘車站，並換乘名古屋市營地下鐵東山線列車進入名古屋市區，或是往東至豐田市，亦可在豐田市的八草車站換乘愛知環狀鐵道線。
連結東京至名古屋的東名高速公路自長久手市的西南部通過，其中進入名古屋市區的名古屋交流道就位於長久手市與名古屋市的邊界旁，不過也可透過東名高速公路在日進市內的日進系統交流道轉入名古屋瀨戶道路，就可接自位於長久手市中部的長久手交流道進入市內。
名鐵巴士是市內主要的路線客運業者，經由名鐵巴士的客運也可接往相鄰的名古屋市名東區、尾張旭市、瀨戶市、日進市；長久手市也有委託名鐵巴士經營社區巴士　N-巴士，以市政府為轉運中心共開設五條路線。

### 鐵路
- 愛知高速交通
  - 東部丘陵線：（名古屋市）- 花水木通站 - 杁池公園站 - 長久手古戰場站 - 藝大通站 - 公園西站 - 愛·地球博紀念公園站 - （豐田市）

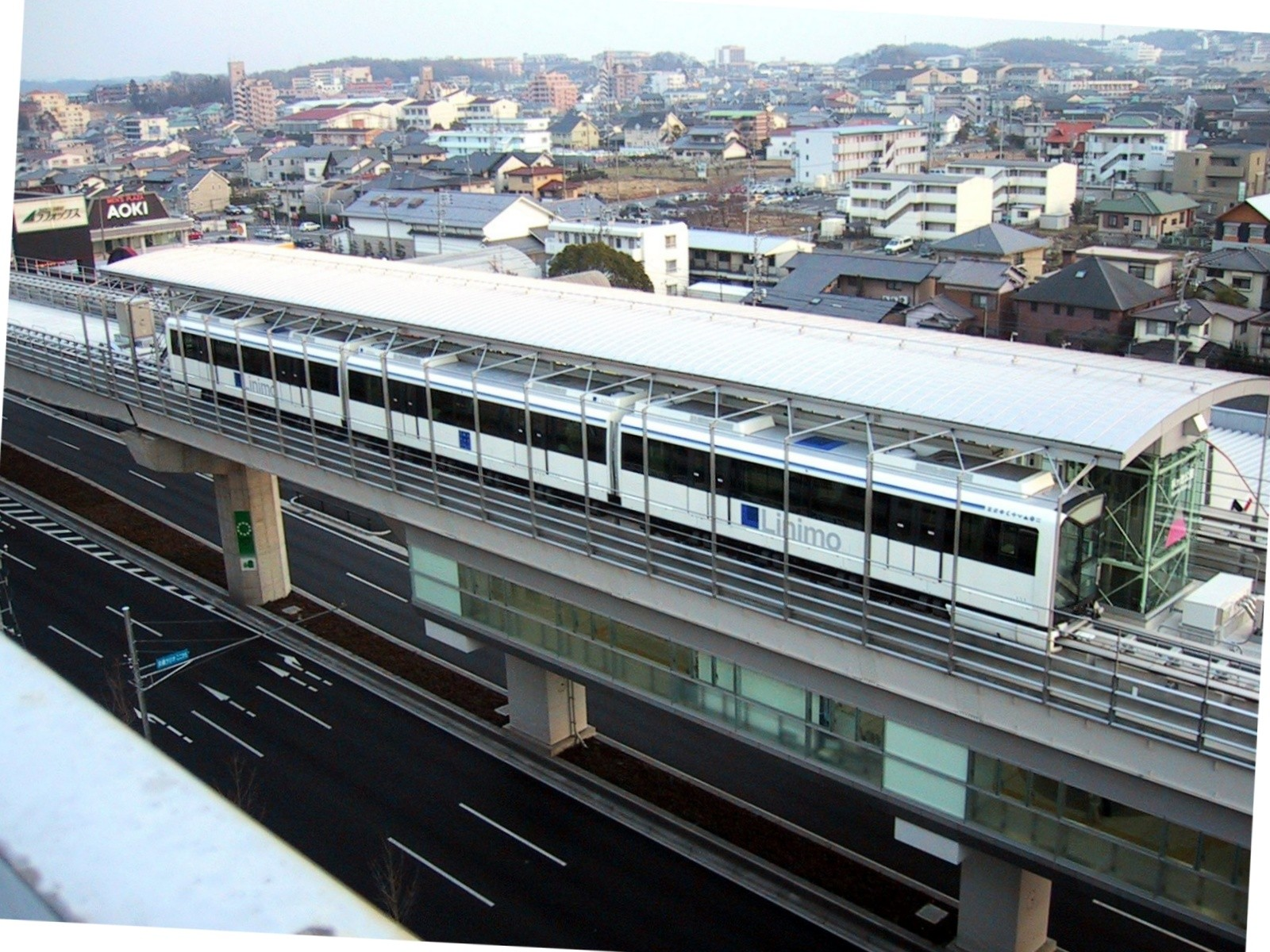
杁池公園車站
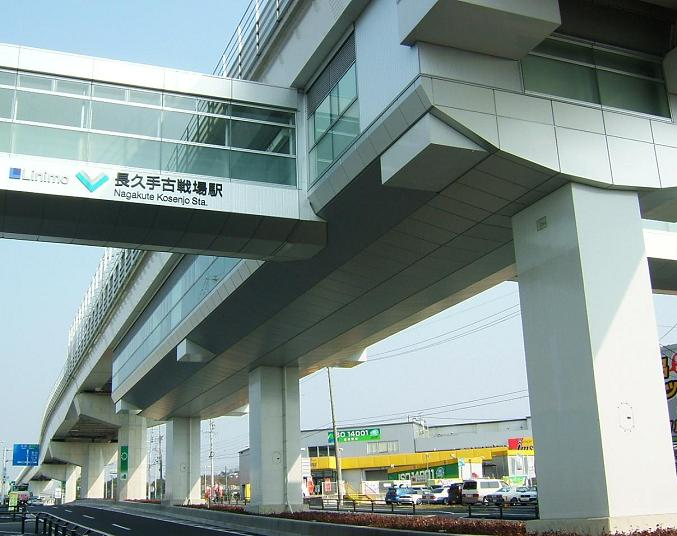
長久手古戰場車站
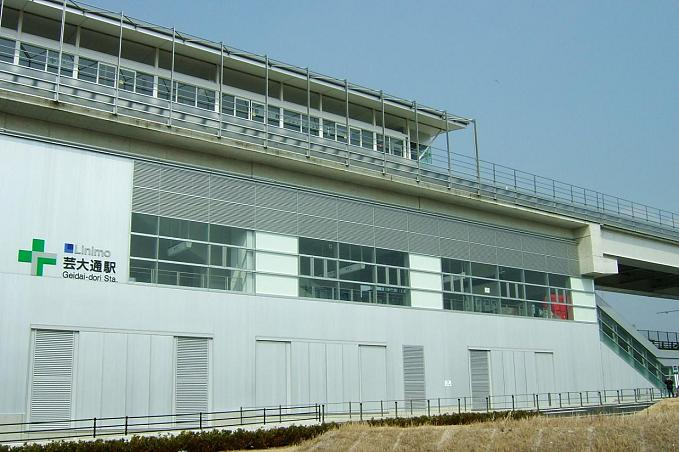
藝大通車站
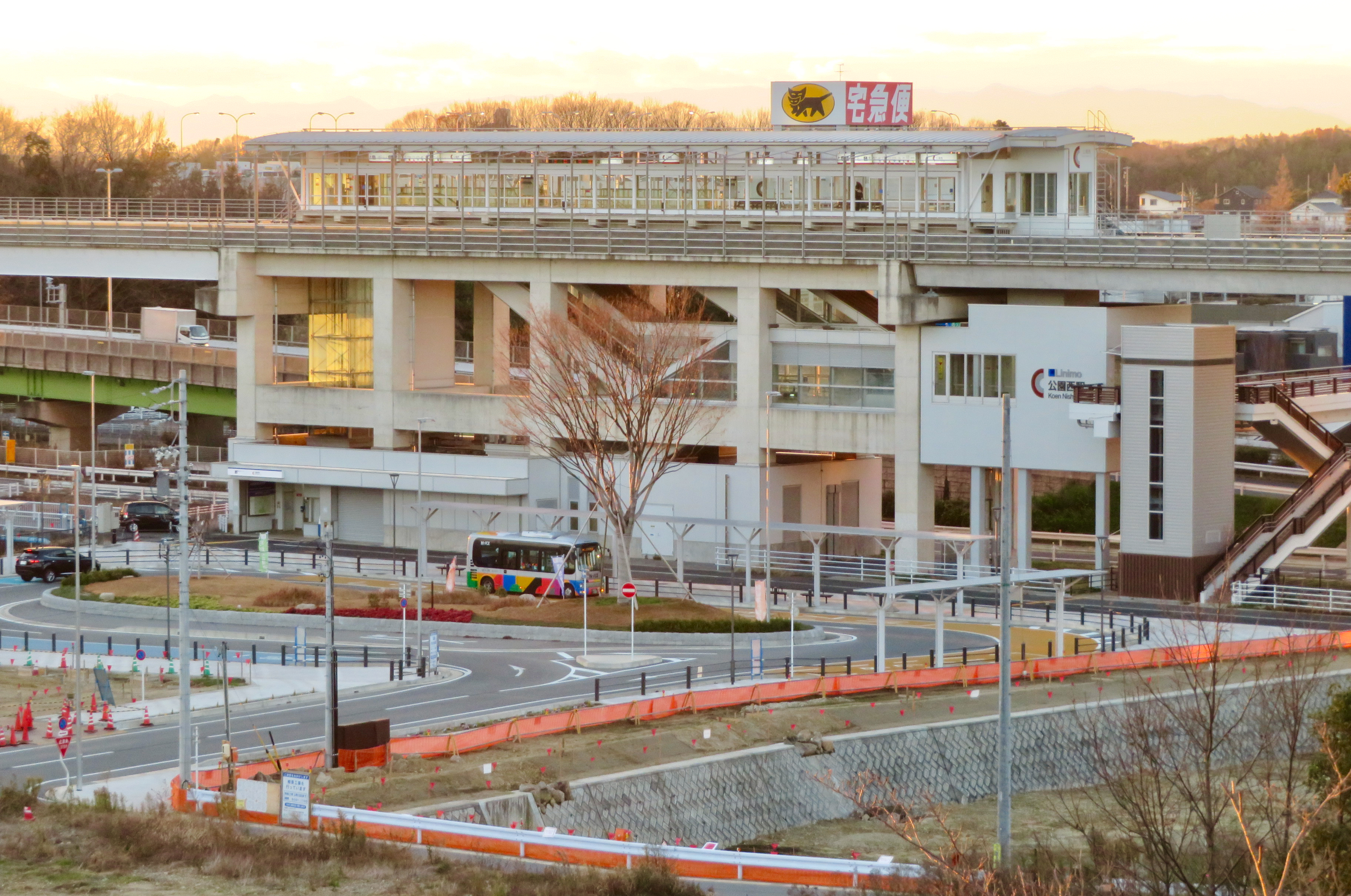
公園西車站
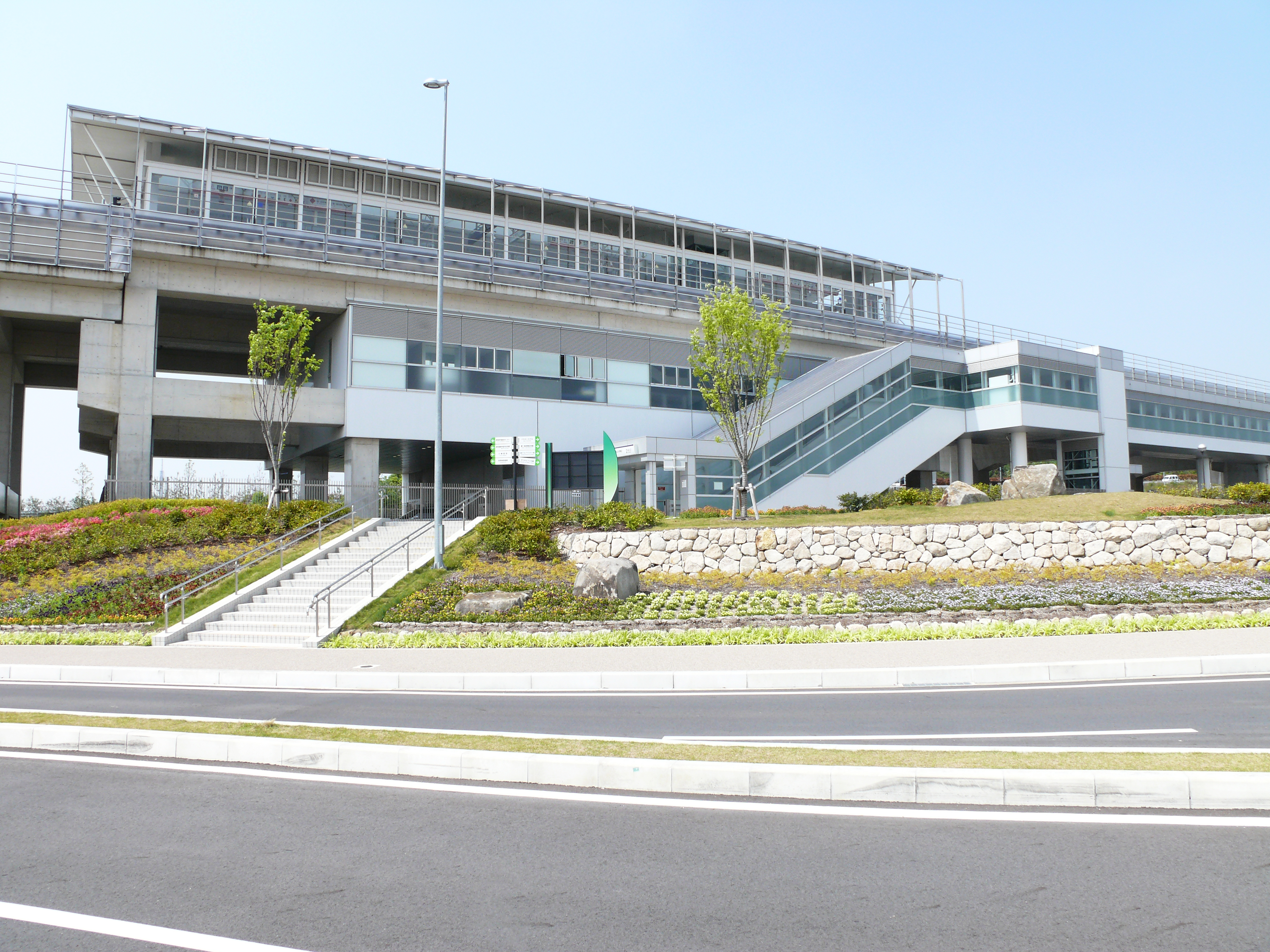
愛·地球博紀念公園車站

### 公路
高速公路
- 東名高速道路：（日進市） - （通過轄內但未設置任何設施） - （名古屋市）
- 名古屋瀨戶道路（日语：名古屋瀬戸道路）：（日進市） - 長久手交流道（日语：長久手インターチェンジ）

## 觀光資源
由於本地曾為16世紀末羽柴秀吉與德川家康之間的大規模會戰小牧、長久手之戰的主要戰場，當年的戰場遺址也就成為本地最主要的觀光景點，包括色金山歴史公園和古戰場公園 ，在古戰場公園旁也設有鄉土資料室，在內展出關於當年會戰的相關史料﹒
豐田博物館是1989年豐田汽車為紀念創業50年所設立的汽車主題博物館，除了展示了豐田汽車發展史上的汽車，也收集關於全球汽車發展的各項資料。
2005年舉辦了世界博覽會之後，當時的博覽會會場被規劃為占地約190公頃的愛・地球博紀念公園，除了過去博覽會期間留下的設施外，也與吉卜力工作室合作重現了動畫電影《龍貓》的場景皋月和梅的家，現也規劃把規模擴大成為吉卜力公園，增加青春之丘區、吉卜力大倉庫區、DonDoKo森林區、魔法公主之里區、魔女之谷區多個主題區。

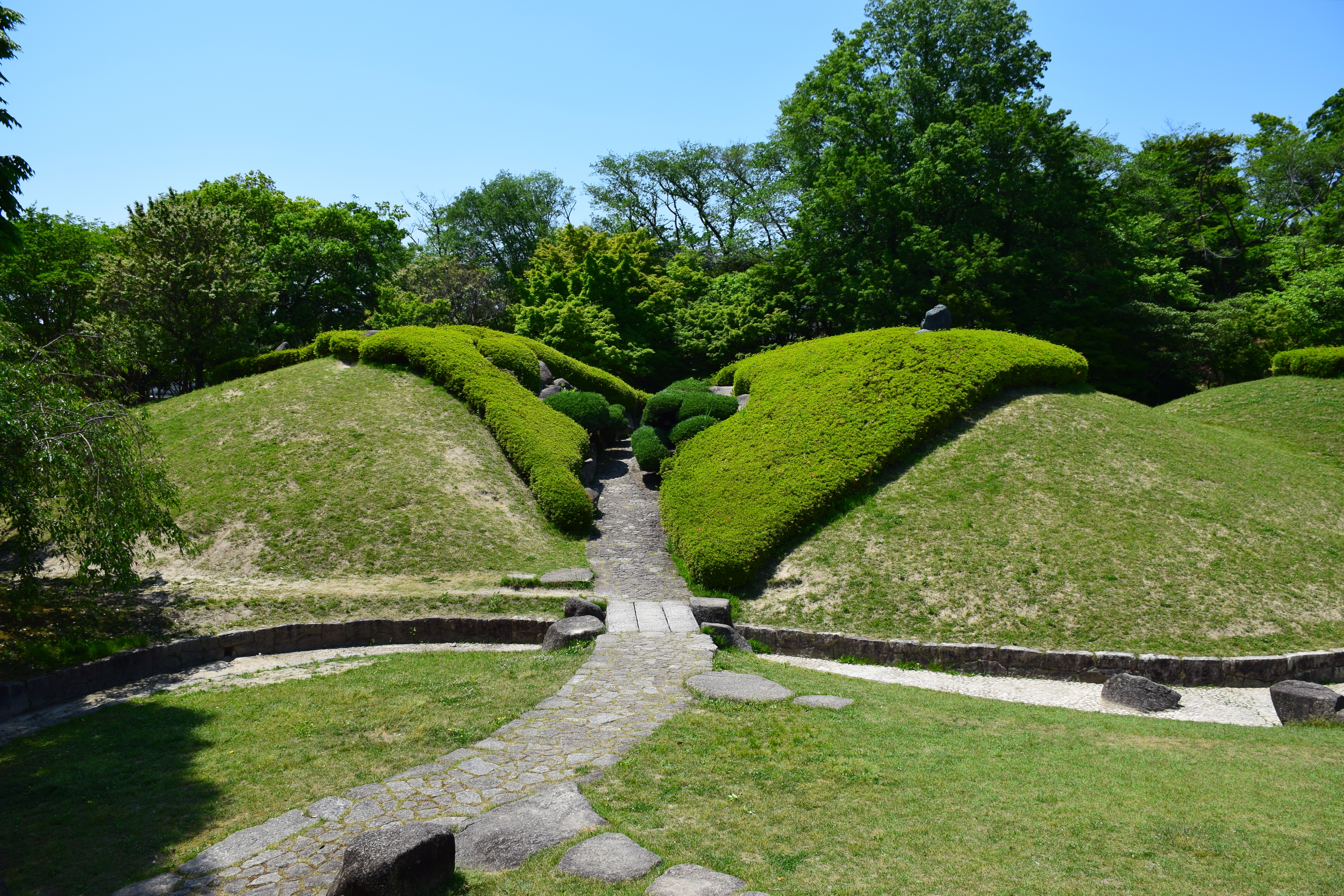
長久手古戰場公園
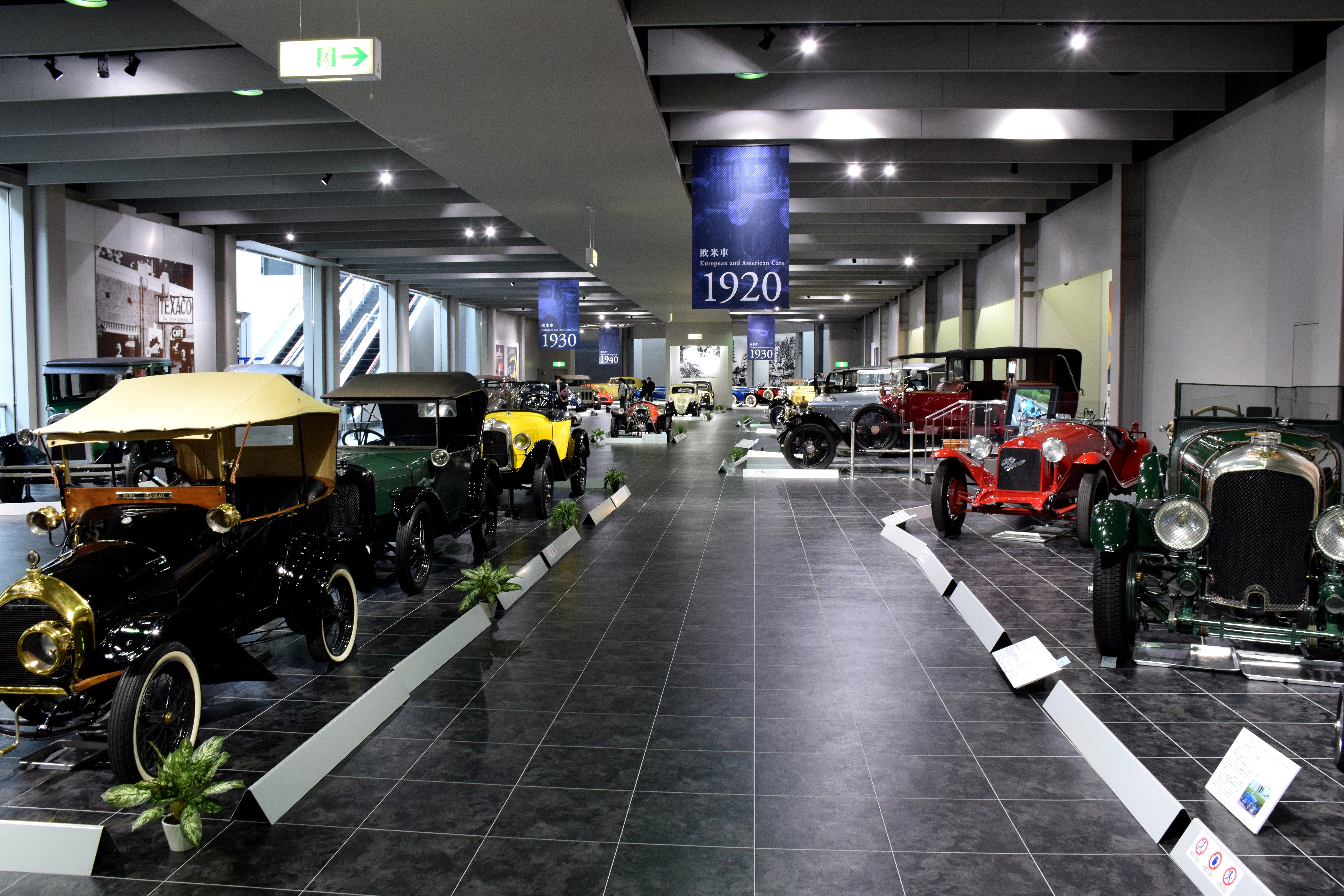
豐田博物館
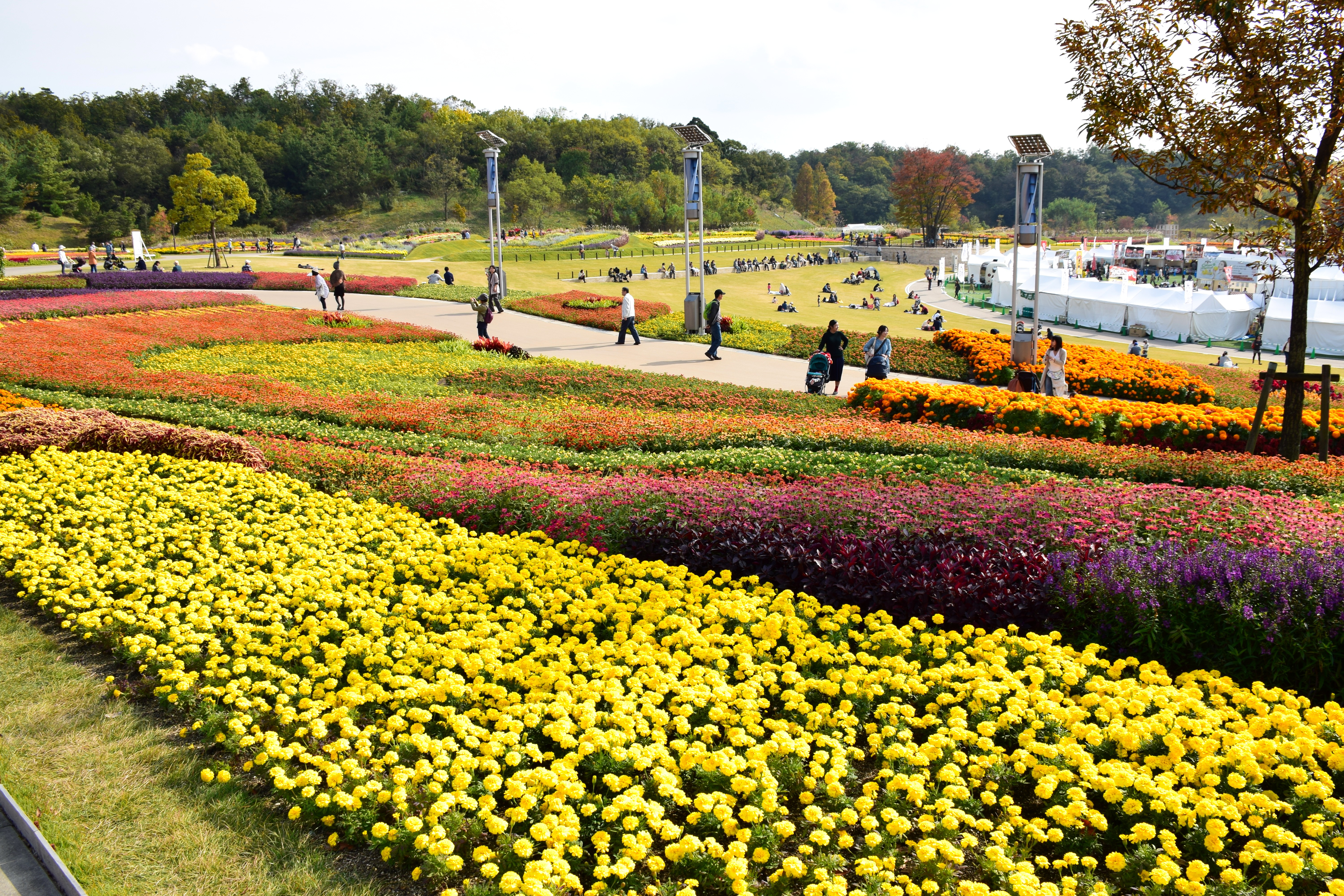
爱・地球博紀念公園

## 教育
在長久手市內共有四所高等教育學校，包括愛知縣立大學長久手校區、愛知縣立藝術大學、愛知醫科大學、愛知淑德大學長久手校區，開設課程領域包括：外語、文化、教育、資訊、美術、音樂、醫學、護理等。

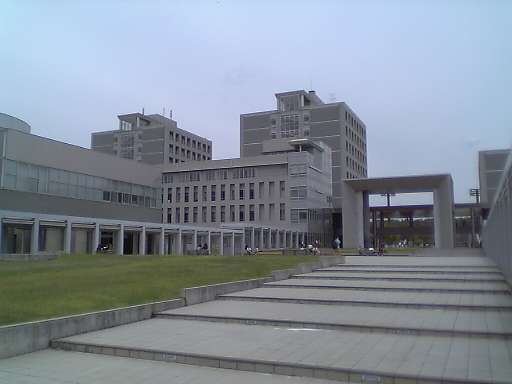
愛知縣立大學長久手校區
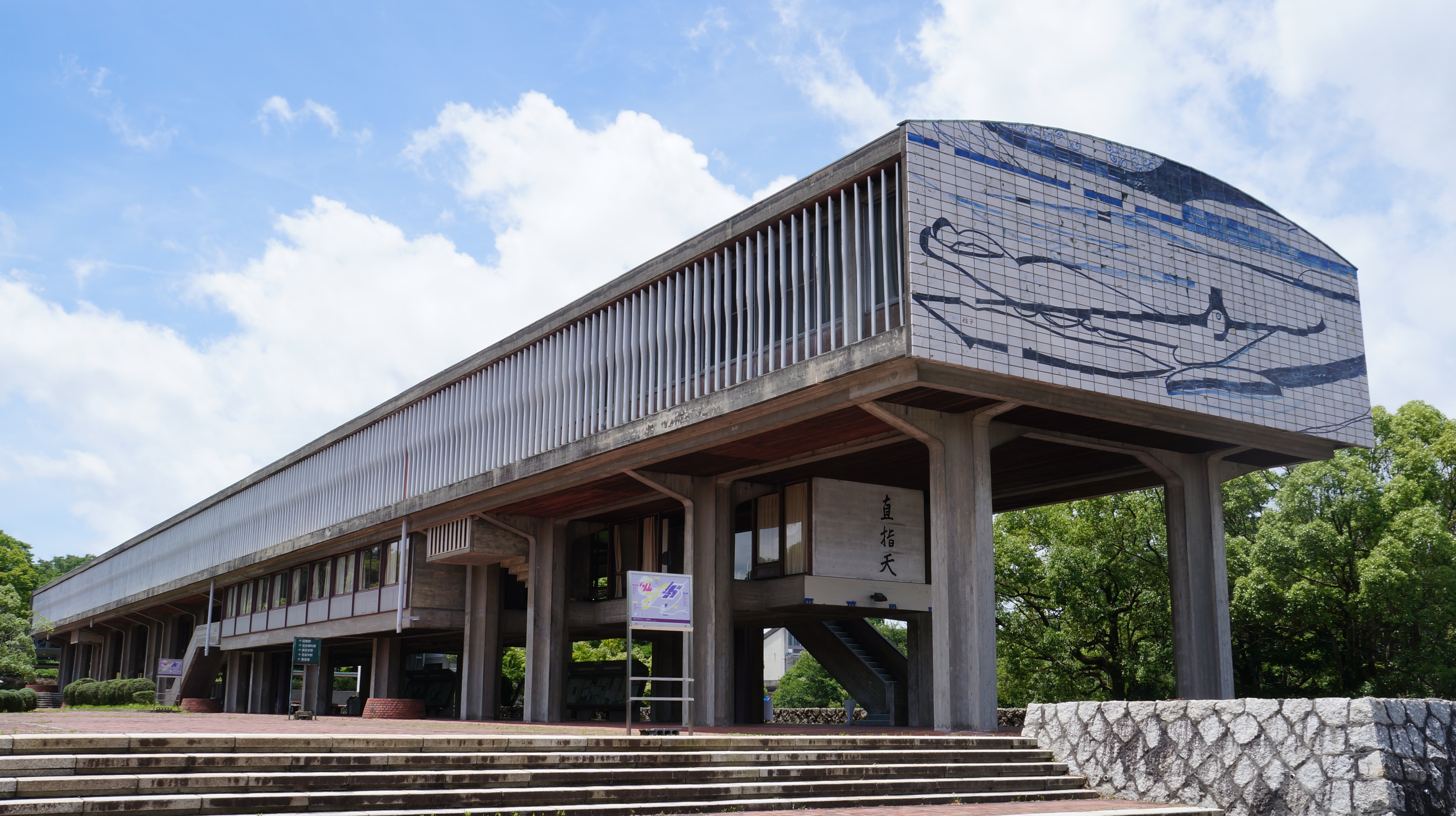
愛知縣立藝術大學講義棟
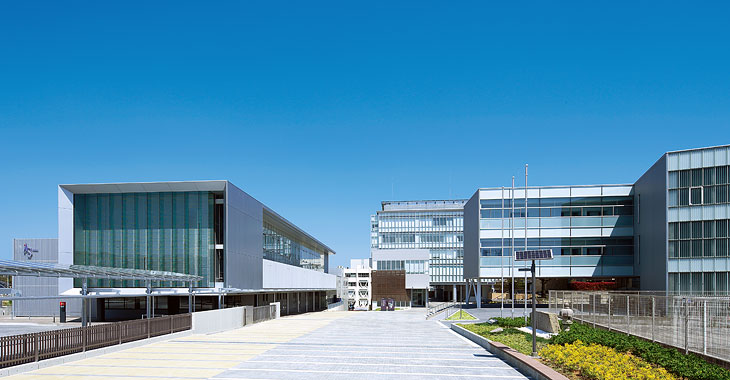
愛知淑德大學長久手校區

## 姊妹、友好城市

### 海外
- 滑鐵盧（比利时瓦隆大区瓦隆布拉班特省）
兩地於1992年締結為姊妹城市。[18]

### 日本
- 南木曾町（長野縣）
兩地於2006年締結為友好城市。[19]
- 寶塚市（兵庫縣）
兩地於2012年締結為友好城市。[20]

## 外部連結
- （日語） NAGAKUTE ZATTO | 長久手市観光交流協会　季刊誌「雑人（ざっと）」 （页面存档备份，存于）